# Sant Llop de Viabrea
Sant Llop de Viabrea és una església romànica de Riells i Viabrea (Selva) inclosa a l'Inventari del Patrimoni Arquitectònic de Catalunya.

## Descripció
L'església de Sant Llop de Viabrea està situada en el turó de Sant Llop, a 246 metres d'altitud, entre la riera de Sant Llop i la de Riells.
Es tracta d'una petita ermita d'origen romànic amb la façana orientada a ponent precedida per un pati tancat al qual s'hi accedeix per unes escales.
La façana principal té un portal d'entrada refet el 1606. A sobre hi ha una capelleta i, més amunt, un ull de bou. El conjunt està coronat per un campanar d'espadanya de dos ulls d'arc de mig punt.
La construcció és d'una nau rectangular, lleugerament romboidal, que podria datar dels segles X o XI, capçada per la part de llevant per un absis semicircular, molt irregular, que s'obre per mitjà d'un simple plec, exterior i interior. Té una finestra d'una sola esqueixada, rectangular a l'interior, formada per quatre carreus i espitllerada a l'exterior. Al mur de migdia hi ha dues finestres cronològicament posteriors a l'edifici primitiu. Al mur de tramuntana té quatre cossos adossats que, des de l'exterior, semblen una nau lateral afegida.
A l'interior trobem la nau coberta amb volta de canó de rajols probablement del segle xvii.
Al costat de l'església, però a un nivell més baix, es troba el cementiri municipal de l'any 1982.

## Història
Durant l'edat mitjana, la població es concentrava al voltant de la parròquia de Sant Esteve de Sabruguera, que posteriorment es coneixerà com a Sant Llop de Viabrea i la primera notícia documental data de l'any 941. Es tracta d'una antiga parròquia rural documentada de 1246 en una butlla del papa Innocenci IV a favor del monestir Sant Salvador de Breda. Al segle xiv formava part del vescomtat de Cabrera, dins la batllia de n'Orri. A causa de l'escàs poblament va passar a ser sufragània de Riells entre els segles xvi i xviii. L'any 1508 es va afegir a l'altar de Sant Esteve un segon altar, aquest dedicat a Sant Llop, i en pocs anys va passar a ser-ne el titular. L'any 1957 passa a pertànyer al Bisbat de Girona.
L'ermita tenia un important retaule del segle xvii dedicat a sant Llop, sant Esteve i sant Sebastià que va ser destruït l'any 1936.
L'última restauració va ser realitzada l'any 1982.
L'ermita de Sant Llop va tenir ermitans fins als anys 30 del segle xx. El 1984, l'ajuntament va aprovar habilitar l'ermita com a residència per a un seminarista, Josep Badia, però va ser-hi poc temps.